# Centrale thermique au charbon de Vrdnik
La centrale thermique au charbon de Vrdnik (en serbe cyrillique : Термоцентрала рудника угља у Врднику ; en serbe latin : Termocentrala rudnika uglja u Vrdniku) se trouve à Vrdnik, dans la province de Voïvodine et dans la municipalité d'Irig, en Serbie. Elle est inscrite sur la liste des monuments culturels de grande importance de la République de Serbie (identifiant no SK 1292).

## Présentation
La centrale a été mise en service en 1911. Elle était conçue pour fournir en énergie électrique l'exploitation de la mine « Vrdnik » et elle était alimentée par le charbon même provenant de la mine.
Comme beaucoup de bâtiments industriels de cette époque, la centrale a été construite dans un style inspiré du néo-classicisme, que l'on retrouve aussi dans les édifices publics et sacrés. La façade principale est rythmée par des pilastres peu profonds ; l'entrée est haute et cintrée et l'on y accède par un escalier ; à gauche et à droite des pilastres de l'entrée se trouvent des fenêtres séparées à la manière des fenêtres géminées ; ces fenêtres se terminent en arc sous la corniche du toit.
Au moment du bombardement de la Serbie par l'OTAN (1999), le bâtiment a subi des dommages collatéraux et, en 1999-2000, les autorités locales ont détruit la centrale de fond en comble en emportant les parties métalliques et les briques pour les faire servir à la construction d'immeubles résidentiels et commerciaux. Les auteurs de cette « dévastation totale » ne sont toujours pas poursuivis en justice.